# 플라티나 (포켓몬스터 스페셜)
플라티나(일본어: プラチナ, 영어: Platinum)는 만화 《포켓몬스터 스페셜》에 등장하는 인물이다.

## 인물
제 7장의 주인공 중 한 명. 제 8장에서는 메인 주인공이다. 게임 포켓몬스터DP 디아루가·펄기아의 여주인공이 모델. 본명은 플라티나 베를리츠.
신오 지방에서 200년 이상 대재벌이자 학자 집안인 "베를리츠(Berlitz)" 가문의 외동딸로, 최고급 호텔과 최고급 부티크를 자신의 소유물로 취급할 정도로 재산이 많다. 베를리츠 가문에 대대로 계승되어 온 "가문을 잇는 사람은 가문의 문양을 새긴 액세서리를 만들기 위한 재료를 천관산 꼭대기까지 가서 직접 찾아와야 한다"라는 전통에 도전하기 위해 여행에 나선다.
어린 딸이 혼자 가기엔 위험하다고 판단한 아버지는 프로 경호원 파커 & 우디에게 여행의 호위를 요청했다. 그러나 임무 내용이 적힌 편지를 그들에게 전하던 도중 우연히 다이아몬드, 펄이 가지고 있던 여행권과 뒤바뀌게 되었다.
플라티나는 그것을 계기로 다이아몬드, 펄과 만나게 되었다. 그 2명을 "또래의 여행을 가장한 경호원"이라고 생각하고, 착각 속에 여행을 시작하게 되었다.
학자의 딸 답게 포켓몬뿐만 아니라 모든 사물에 대한 지식이 풍부하며, 그것과 동시에 방대한 지식을 활용한 분석을 통해 배틀뿐만 아니라 다양한 상황을 해결하는 데 도움이 되고 있다. 반면, 그런 지식을 쌓는 동안 바깥 세상과 접할 기회가 별로 없었기 때문에 일반 상식이 다소 부족하다. 게다가 피식 웃어놓고도 안웃었다고 하거나 타본 적도 없는 자전거를 탈 줄 안다고 우기는 등 철부지스러운 모습도 보인다. 하지만 다이아몬드와 펄의 만담을 보고 호위 훈련이라고 생각하는 등 꽤나 순진한 면도 있다. 호기심이 강하고, 자신이 모르는 것은 적극적으로 흡수할 뿐 아니라 지식으로만 알던 사실을 실제 경험으로 만들기 위해 노력한다. 호기심이 발동했을 때는 양팔을 위아래로 흔드는 귀여운 제스처를 취하는 버릇이 있다.
"서민들에게 함부로 이름을 알려주면 안된다"라고 집사 세바스찬이 말한 것을 따라서, 다이아몬드, 펄과 처음 만났을 때는 이름을 가르쳐 주지 않았다. 그래서 초반에는 '아가씨'라고 불렸다. 이후 다이아몬드와 펄에게서 그들이 진짜 경호원이 아니라는 진실을 들었을 때는 그 2명을 미워하며 떠나 버리지만, 자신 또한 지금까지 2명에게 거짓말을 하거나 우긴 적이 많았다는 것을 반성하고 두사람을 '나의 기사(나이트)'로 칭한 뒤 자신의 본명을 말했다. 그때부터 서로 이름을 부르게 되었다. 그 뒤에는 다른 등장인물에게도 본명을 말한다.
제 8장에서는 파커 & 우지를 구하기 위하여 신오지방 배틀프론티어에 도전하고 있다.

## 소유 포켓몬
팽도리→ 팽태자 → 엠페르트
축복시티에서 스타팅으로 받고 영원시티에서 특훈 중에 팽태자로 진화하였으며,
장막시티 백화점에서 헬스를 하다가 엠페르트로 진화하였다
포니타→날쌩마
천관산으로 여행을 시작했을 때부터 가지고 있었으며 운하시티에서 동관과 싸우다가 진화하였다.
이어롭
선단시티로 가다가 잡은 포켓몬이다. 선단체육관 시합에서 이어롭을 잡았다는 것이 드러났다.
눈여아
창기둥에서의 결전에서 무청한테 받은 포켓몬이다. 배틀프런티어편에서부터 나오기 시작한다.
체리꼬
창기둥에서의 결전에서 유채한테 받은 포켓몬이다. 배틀프런티어편에서부터 나오기 시작한다.
파치리스
전진이 자두한테 맡겼고, 창기둥에서의 결전에서 자두한테 받은 포켓몬이다.
배틀프런티어편에서부터 나오기 시작한다.